# مينيدد بدفن (للنددنا)
مينيدد بدفن (بالإنجليزية: Mynydd Bodafon)‏ هي جبل تقع في المملكة المتحدة في أنغلزي. يقدر عدد سكانها وترتفع عن سطح البحر 178.01 متر.